# 모드 학원 코쿤 타워
모드 학원 코쿤 타워(일본어: モード学園コクーンタワー)는 일본 도쿄에 위치한 패션스쿨이다. 문화복장학원과 함께 일본에서 가장 유명한 패션스쿨이며, 2008년 새 캠퍼스인 코쿤타워가 지어지면서 더욱 유명해졌다.

## 같이 보기
- 일본의 마천루 목록
- 도쿄도의 마천루 목록